# لالایی شکسته
لالایی شکسته (انگلیسی: Broken Lullaby) یک فیلم درام جنگی به کارگردانی ارنست لوبیچ محصول سال ۱۹۳۲ است.

## بازیگران
- لیونل باریمور
- نانسی کرول
- فیلیپس هولمز
- زیسو پیتس
- اما دان
- جرج اروینگ
- لوسین لیتلفیلد
- توربن مایر
- تالی مارشال
- مارجوری ماین
- جولیا اسوین گوردون
- جان استپلینگ
- لیلیان الیوت
- فرانک شریدان
- پل وایگل